# 黑龙江 (河流)
 黑龙江主源 48°48′59″N 109°46′13″E / 48.81639°N 109.77028°E

 黑龙江次源 49°56′13″N 122°27′54″E / 49.93694°N 122.46500°E

 三岔河口 53°19′58″N 121°28′37″E / 53.33278°N 121.47694°E

黑龙江（穆麟德轉寫：sahaliyan ula），俄罗斯称之为阿穆爾河 （羅馬化：Amur），是亚洲东北部的一条河流，干流由石勒喀河与额尔古纳河汇流形成，经过中华人民共和国黑龙江省北界与俄罗斯遠東聯邦管區南界，之後以東北向穿越哈巴羅夫斯克邊疆區，最終流入韃靼海峽。干流流长2,824千米，若以海拉尔河为源头计算，则总长度约4,344公里；若以石勒喀河為源頭計算，總長度4,416公里；若以克鲁伦河为源头计算，则总长度约5,498公里。流域面积共计184万平方千米，其中中国境内90万平方千米。黑龙江是中国四大河流之一、世界十大河之一。

## 名称
黑龙江在《山海经》中称为欲水、黑水，漢魏晉時被稱為弱水，南北朝時，黑龍江上游稱完水，松花江及兩江匯流後被稱為難水。隋唐時始稱黑龍江下游為黑水，完水改作望建水、難水改作那河。《辽史》第一次以“黑龙江”来称呼这条河流，因河水中含有大量腐殖质，水色黝黑，蜿蜒如遊龍，故名。黑龙江流域在金朝被纳入领土范围内，成为金國内河。元明时称為混同江。“黑龙江”的满语名字为“萨哈连乌拉”（穆麟德轉寫：sahaliyan ula），其中“萨哈连”意为“黑”，“乌拉”意为“江”。有時也会作“萨哈连木克”（穆麟德轉寫：sahaliyan muke），“木克”意为“水”。在蒙古语中，这条河被称为哈拉穆连（汉语拼音字母：Har moron，标准音（察哈尔）：[xar morŏn]，“黑色河流”之意）。然而蒙古人受俄语影响通常将这条河称为阿玛尔河（汉语拼音字母：Amar moron，标准音（察哈尔）：[ɑmɑ̆r morŏn]，羅馬化：rjeka Amur，IPA：[ɐˈmur]）“阿穆爾”一詞來自滿－通古斯語族，意為「大河」或「大水」，但同时也与蒙古语“平安”一词同音同形）。一说“阿穆尔”在法语中意为“爱情”。阿穆尔河之称还传至西方成为欧美世界普遍的称呼，但欧美华人继续习称其为“黑龙江”。
清代“黑龙江”指的仅仅是黑龙江和松花江汇合处上游的河道以及整条石勒喀河。和松花江汇合后的下游河道被视为松花江下游混同江（满语除直称黑龙江外可兼作ᡥᡡᠨ᠋ᡨᡠ᠋ᠩ
ᡤᡳᠶᠠᠩ）。中俄《瑷珲条约》中就以“松花江”指代今日两江汇合处到今日黑龙江河口这段河道。今天，黑龙江不再用来指代石勒喀河，但包括了整条混同江。
中华人民共和国出版的地图中，同时使用“黑龙江”和“阿穆尔河”对此河流进行表记，于中国一侧标记“黑龙江”，俄罗斯一侧标记“阿穆尔河”。中国大陆官媒在涉及中俄边境的内容时多以黑龙江（阿穆尔河）这种括注俄方名字的方式称呼这条河流。

## 水系
黑龙江有南北两源，北源为发源于蒙古国肯特山东麓的石勒喀河，南源为额尔古纳河。额尔古纳河也有两源，《中国河湖大典·黑龙江、辽河卷》中将发源于大兴安岭西坡的海拉尔河作为主源，也有很多资料将发源于蒙古国肯特山东麓的克鲁伦河作为额尔古纳河的源流。根据《中国河湖大典》中的记载，克鲁伦河注入中国境内的呼伦湖后，通过扎兰鄂罗木河与额尔古纳河相通，历史上扎兰鄂罗木河是一条调节湖水的吞吐性河流，当呼伦湖水位较高于海拉尔河水位时，湖水流入额尔古纳河，当湖水水位较低时，海拉尔河水倒流入呼伦湖。1958年，扎兰鄂罗木河被煤矿堵塞，1971年挖掘了一条长16.4千米的人工河從呼伦湖北岸至中俄国界名为新开河，将扎兰鄂罗木河改道，并修建了泄水闸和拦洪闸，使呼伦湖水位得到人工控制。
石勒喀河与额尔古纳河于中国内蒙古自治区额尔古纳市恩和哈达镇东北相汇，之后干流经过中国黑龙江省北界与俄罗斯遠東聯邦管區南界，自哈巴罗夫斯克（伯力）向东北流穿越哈巴羅夫斯克邊疆區，最終流入韃靼海峽。

## 支流
- 左岸支流：阿馬扎爾河、欧里道依河（俄语：Ольдой (река)）、结雅河、布列亞河、比詹河、比拉河、通古斯卡河、阿姆贡河
- 右岸支流：额木尔河、盘古河、西尔根气河、呼玛河、逊毕拉河、库尔滨河、乌云河、嘉荫河、松花江、乌苏里江、阿紐伊河

## 历史

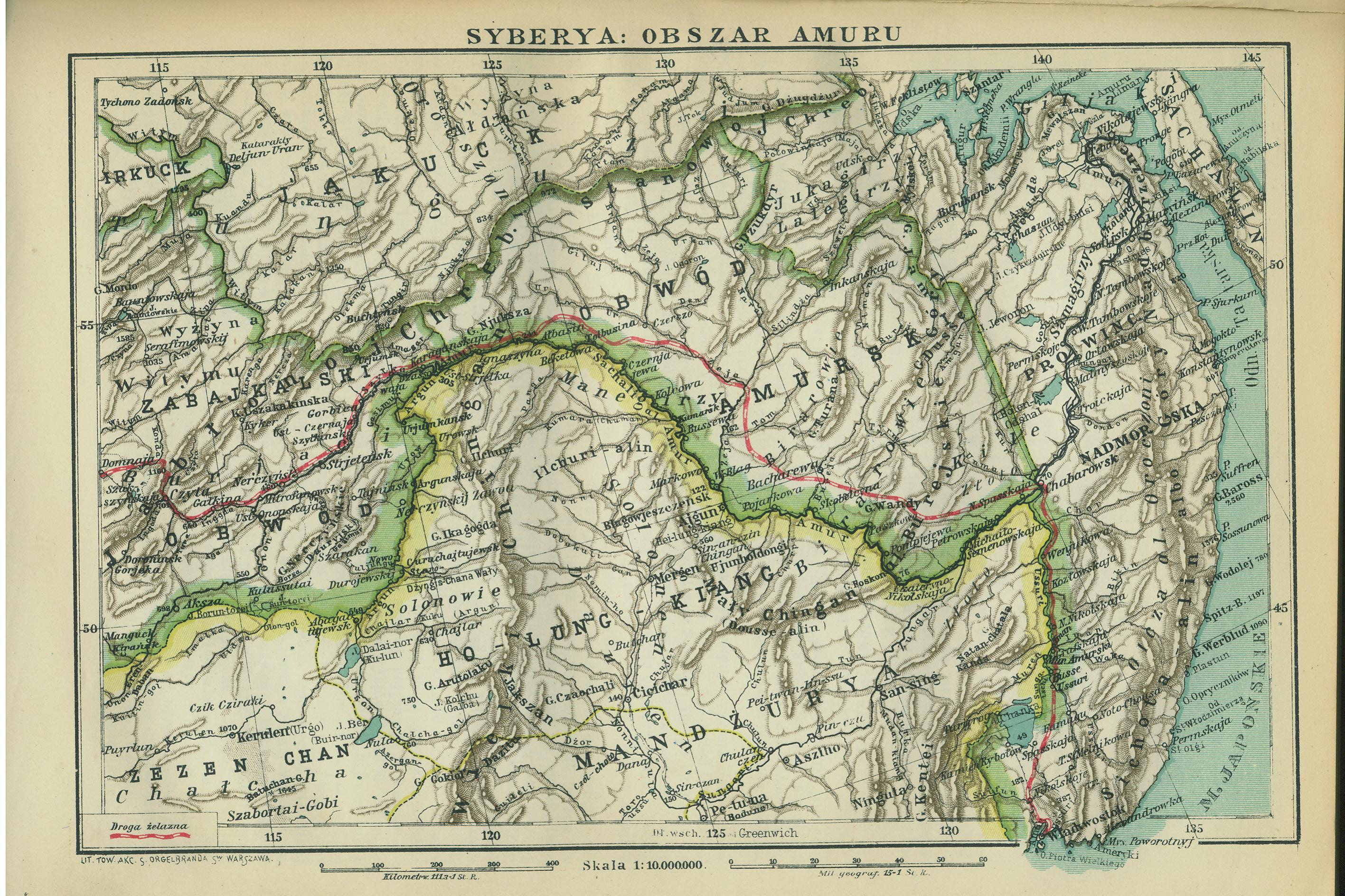
1903年的地图

黑龍江沿岸最早的居民是古亞細亞人，後受通古斯人壓力，只分布於黑龍江下游，代表性民族是尼夫赫人，他們發展出發達的定居捕魚與海獸文化。
在秦朝与汉朝时，游牧民族，包括肃慎、鲜卑、蒙古、契丹、女真、鄂伦春等，都在这一带生活。其中的部分民族之后曾经入主中原，建立政权，对中国历史影响深远。
唐朝属北方少数民族政权：室韦与靺鞨部。
元代属于辽阳等处行中书省管辖，并在黑龙江下游设置征东元帅府。
明代永乐年间明廷设置奴儿干都指挥使司管辖奴儿干地区的所有军事建制机构。都司的主要官员初为派驻数年而轮调的流官，后为当地部落领袖所世袭。仅现中国国内部分的黑龙江两岸明廷就设置百余卫所实行管辖。
至清代，黑龍江一名成為官方名稱，為清初犯人流放之地。冯景尝言：“今乌喇得流人，绳系颈，兽畜之。死则裸而弃诸野，乌鸢饱其肉，风沙扬其骨……”康熙時始廢流放烏拉，但雍正五年李煦又被流放至此。雍正十年（1732年）在烏拉建成「望祭殿」。1683年設黑龍江將軍管轄黑龍江流域。之后清廷同从东欧探险的沙皇俄国军队发生军事冲突，最终在两次雅克萨之战后迫使沙俄签订《尼布楚条约》（1689），条约明确规定了自黑龙江上游支流格尔必齐河（Gorbitsa River）以下、支流额尔古纳河以南的黑龙江流域领土皆为中国所有，但乌第河一带却为争议地区。19世纪上半页开始沙俄重新渗透黑龙江中下游，建立多处据点并移民，并在1858年《瑷珲条约》与1860年《中俄北京条约》，分别强行同清朝签订两次不平等条约，将外满洲（黑龙江以北、乌苏里江以东）约100万平方公里土地正式吞并，黑龙江和其支流乌苏里江成为中俄界河至今。

## 中俄边界划定

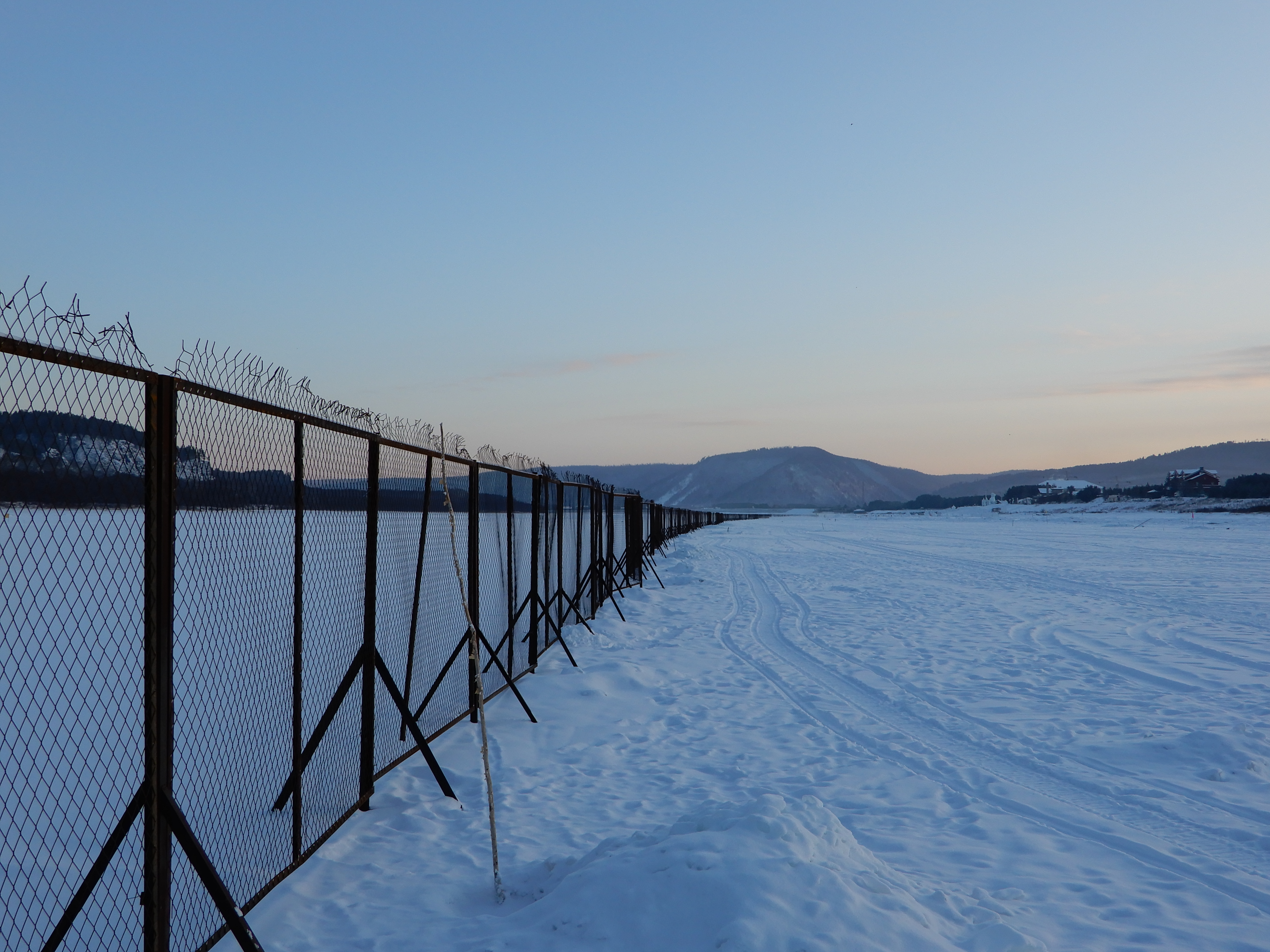
根据中俄边界谈判的结果，漠河市以北黑龙江航道中心线至北点是中国领土最北端

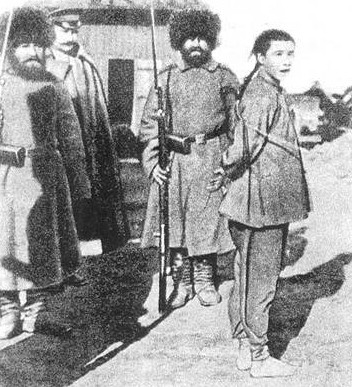
海兰泡惨案中，俄军绑缚中国人准备屠杀

自1858年中俄《璦琿條約》签订后，江北土地被割讓給俄國，黑龙江开始成为中俄大部分地区的边界。1900年八国联军向中国开进时，俄国以保护中东铁路为由出兵越过黑龙江，放火烧毁当时属于清朝的璦琿城，并制造海兰泡惨案，并深入清朝国境约40公里。不久战事结束，并将原属清政府管辖的江东六十四屯（位于黑龙江北岸）以武力占领。1907年江南部分建黑龍江省。簡稱黑。
自中华人民共和国成立后，苏联与中华人民共和国一直以黑龙江为基本边界，搁置沿岸土地的主权争议。但自珍宝岛事件后中苏关系逐渐恶化，两国军队开赴黑龙江沿岸，导致黑龙江地区局势危急。自20世纪80年代末才有所缓和。2004年，中国和俄罗斯签署《中俄國界東段補充協定》，将两国国界以黑龙江为基本界限划清。
中国与俄罗斯在1990年代至21世纪初相继确定东端边界的走向。中国方面放弃自19世纪中叶被俄国取得的大量土地的主权要求，以及被強佔的江东六十四屯。同意将两国边界以实际控制线，即黑龙江和烏蘇里江的主航道中心線为主要依據进行划分。目前边界走向已确定完毕。但中華民國方面對俄國佔領江東六十四屯的合法性從未予以承認。

## 生态环境
黑龙江流域大部分区域因地广人稀，生态环境总体良好，森林植被覆盖率总体平均达40%以上，是中俄两国主要的林区之一。流域内是珍稀物种东北虎、远东豹等的主要栖息地。
中国境内的黑龙江流域地区是重要的商品粮基地和老工业基地，局部地区受工农业生产影响，存在着较为严重的环境污染问题。

## 社会经济

### 资源
黑龙江流域有丰富的生物资源和矿产资源。
流域内原始针叶林分布广泛，俄罗斯境内森林面积达1.23亿公顷，木材蓄积量120亿立方米。中国境内的森林资源主要分布在大、小兴安岭和长白山地区，曾经是中国主要的林木基地，因过度采伐，特别是1987年大兴安岭火灾后大兴安岭和小兴安岭地区多受损害，自漠河市至黑河市很少见到树龄20年以上的树木。现中国境内的林场大部分已改制，林区封山育林。因俄罗斯方面林业资源极为丰富，一般在冬季黑龙江封冻时中国经常进口俄罗斯的木材进行加工。黑龙江流域渔业资源丰富，以盛产远东红点鲑和大马哈鱼而闻名。黑龙江中鳇因为渔民猎杀获取鱼子酱，数量大大下降。上游流域位于蒙古国和中国内蒙古境内拥有广阔的草场，畜牧业发达，是中国著名畜牧品种三河马、三河牛、乌珠穆沁牛、乌珠穆沁羊的主产地。
流域内矿产资源主要有煤、石油、天然气、黄金、铁、锌等。自漠河市至爱辉古城沿岸地区历史上因盛产黄金曾被称为“黄金之路”。中国最大的油田－大庆油田就位于流域内。
此外黑龙江流域内拥有草原、森林、湖泊、湿地等多种地貌景观，拥有丰富的旅游资源，是中国冬季重要的旅游目的地。

### 城市
干流河畔主要城市有：
中国
- 呼玛县
- 黑河市
- 逊克县
- 嘉荫县
- 同江市
- 抚远市

俄罗斯

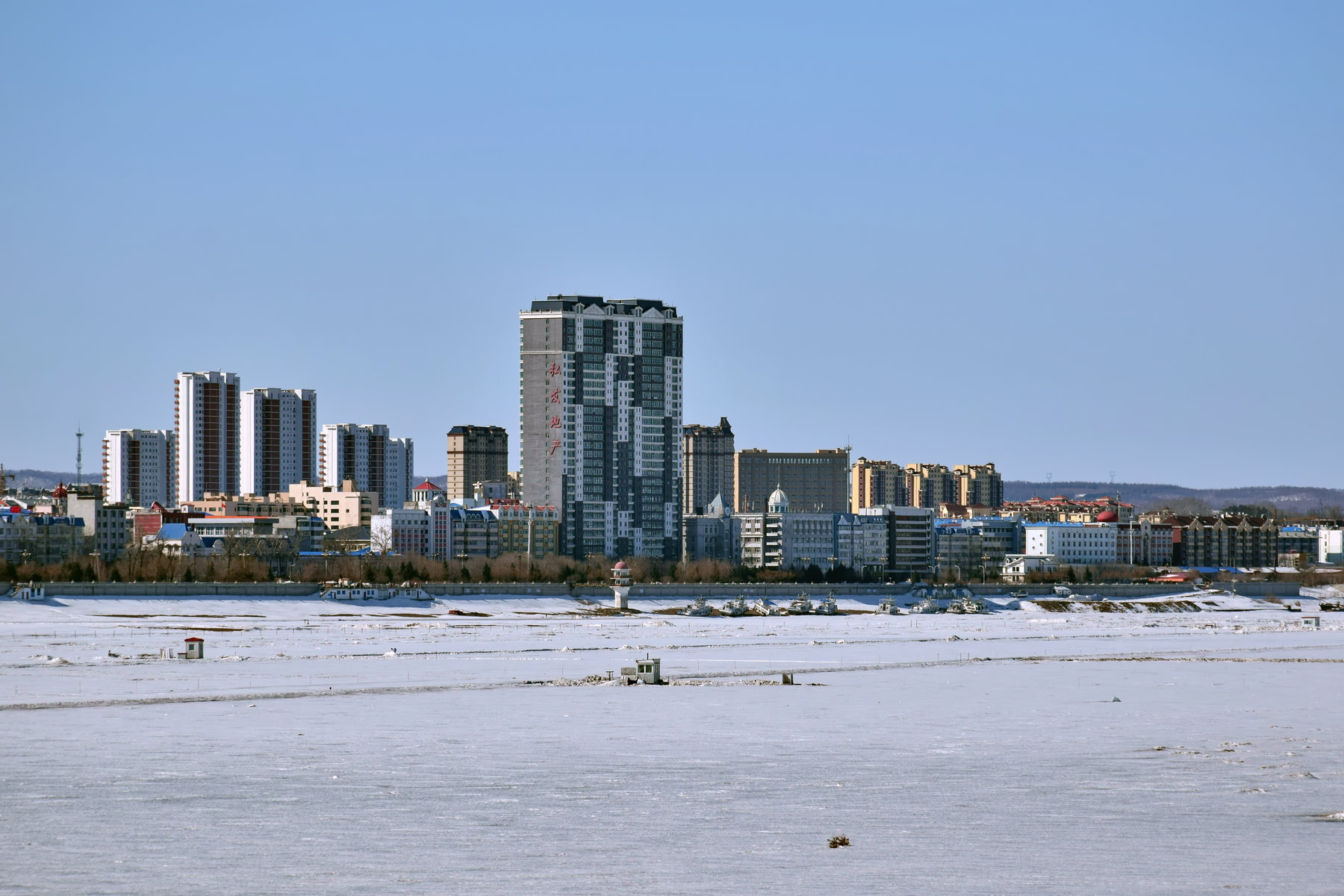
黑河市

- 伯力（哈巴罗夫斯克）,俄罗斯远东地区最大的城市
- 下列宁斯阔耶
- 阿穆尔河畔共青城（Комсомо́льск-на-Аму́ре）
- 庙街（阿穆尔河畔尼古拉耶夫斯克，黑龙江之入海口）
- 海兰泡（布拉戈维申斯克，阿穆尔州首府）

### 经济开发
1970年代，随着中国改革开放的不断加强，黑龙江省与俄罗斯签订大量贸易协定，并将黑河市、同江市等数个沿江城市与俄罗斯的布拉戈维申斯克（海蘭泡）、哈巴罗夫斯克（伯力）等远东城市辟为边境互贸城市，利用互补的资源优势带动黑龙江流域地区经济的发展。
黑龙江流域地区是中国重要的商品粮基地、木材加工基地和工业基地。中国的“振兴东北老工业基地”、俄罗斯的“远东开发”计划以及蒙古国的“草原之路”发展战略在此区域进行了有机的对接。2016年，中、蒙、俄签署了《建设中蒙俄经济走廊规划纲要》，黑龙江流域是走廊的核心区域。

## 航运
黑龙江沿线曾盛产沙金，在清朝达到繁荣，为带动当地经济发展起到了重要作用。
黑龙江作为中国北方边界的界河，中华人民共和国边界的最北端位于黑龙江主航道的中心线上。拥有丰富的水力资源，大小支流约有950余条（包括时令河），其中黑龙江最长的支流是约1,657公里的松花江。在支流边，中国大约有大小港站160个。
黑龙江上也有众多岛屿分布，包括著名的大黑河岛以及黑瞎子岛等岛屿分属中、俄两国。其中大黑河岛已发展成为贸易中转站，设施较为齐全。

## 通航权
黑龙江南段（中俄边境段）属于中俄两国共同拥有，因此双方都有通航权。北段为俄罗斯内河，外籍船只不能通行。然而，根据1992年签署的《中华人民共和国交通部和俄罗斯联邦运输部关于在黑龙江和松花江利用中俄船舶组织外贸货物运输协议》， 俄方从1992年起为中方开放俄罗斯段黑龙江的通航权。因此中俄船只均可于黑龙江上航行。

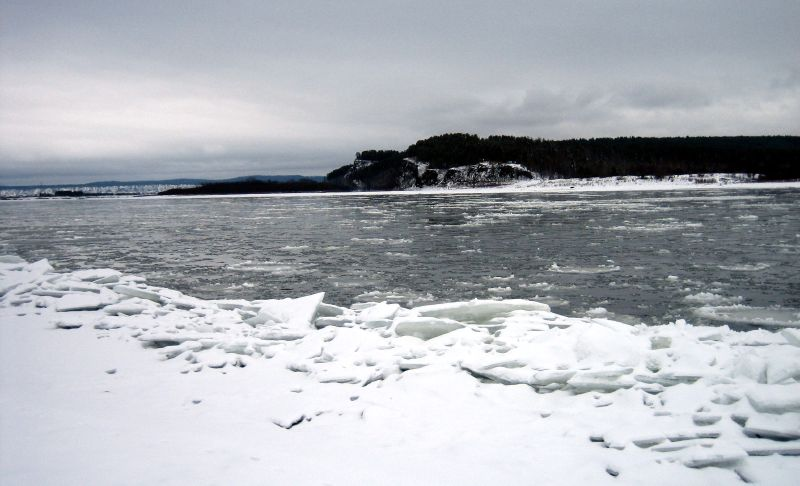
漠河段结冰的江面
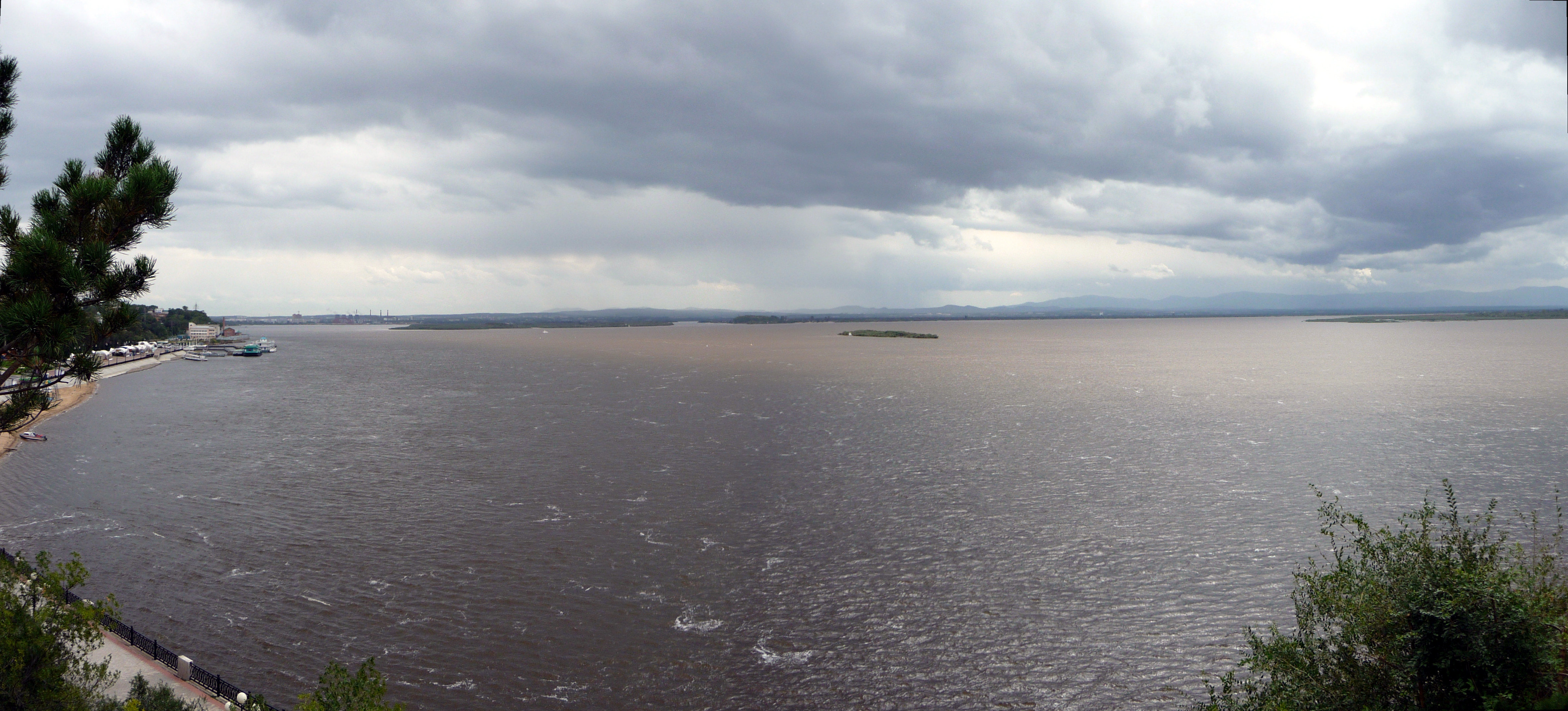
乌苏里江汇入黑龙江处
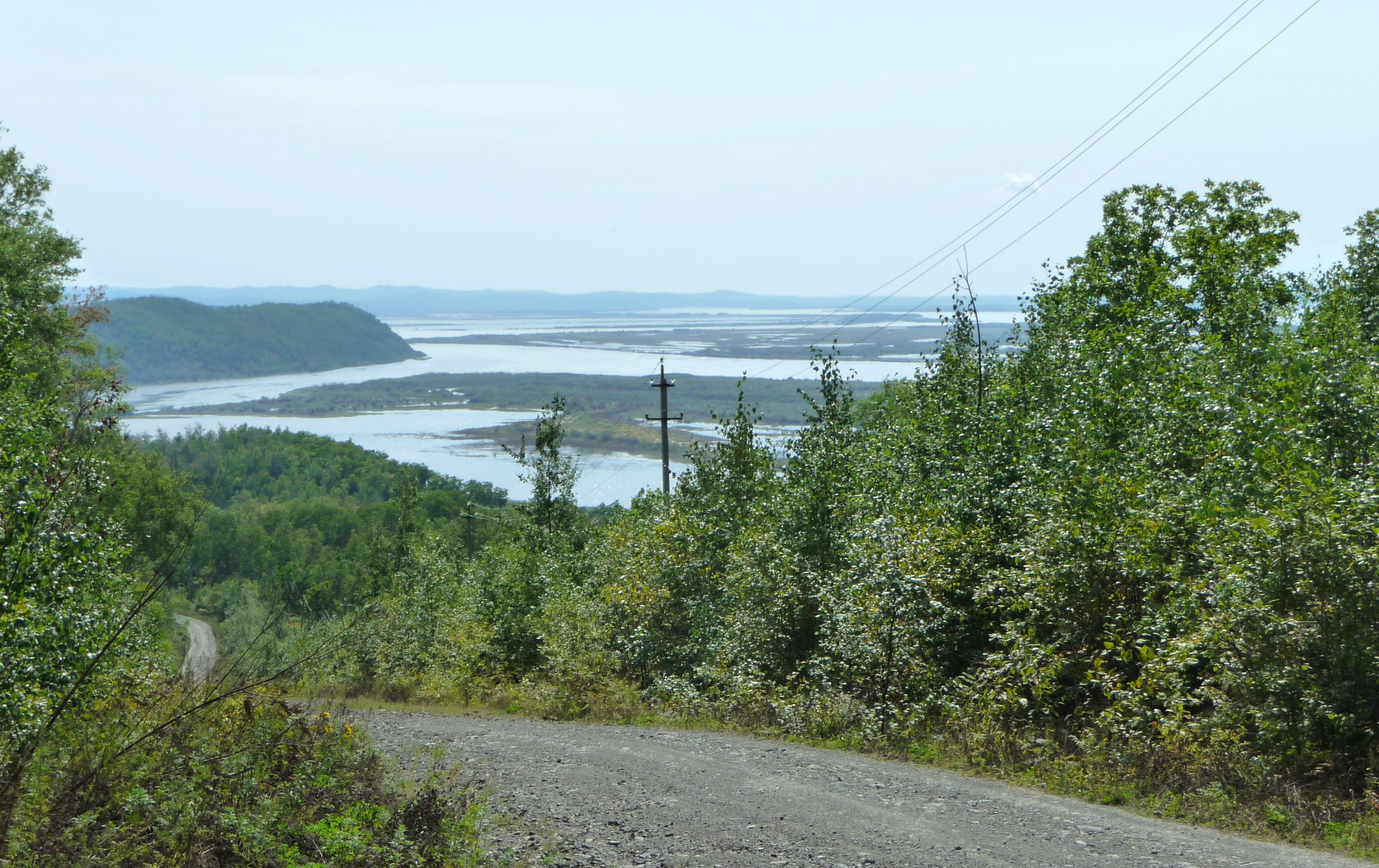
俄罗斯Verkhnaya Ekon附近的阿穆爾河
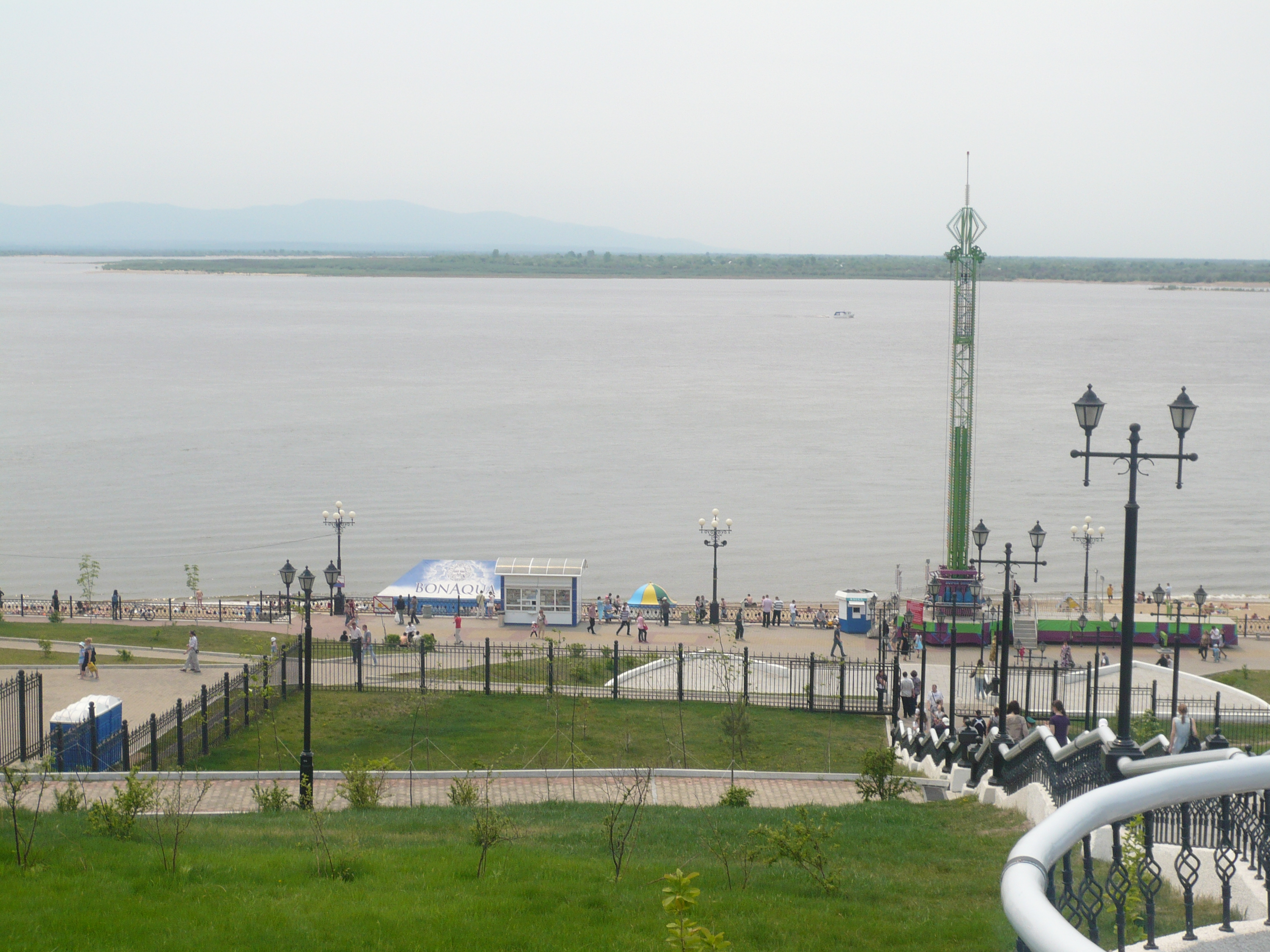
哈巴羅夫斯克附近的阿穆爾河
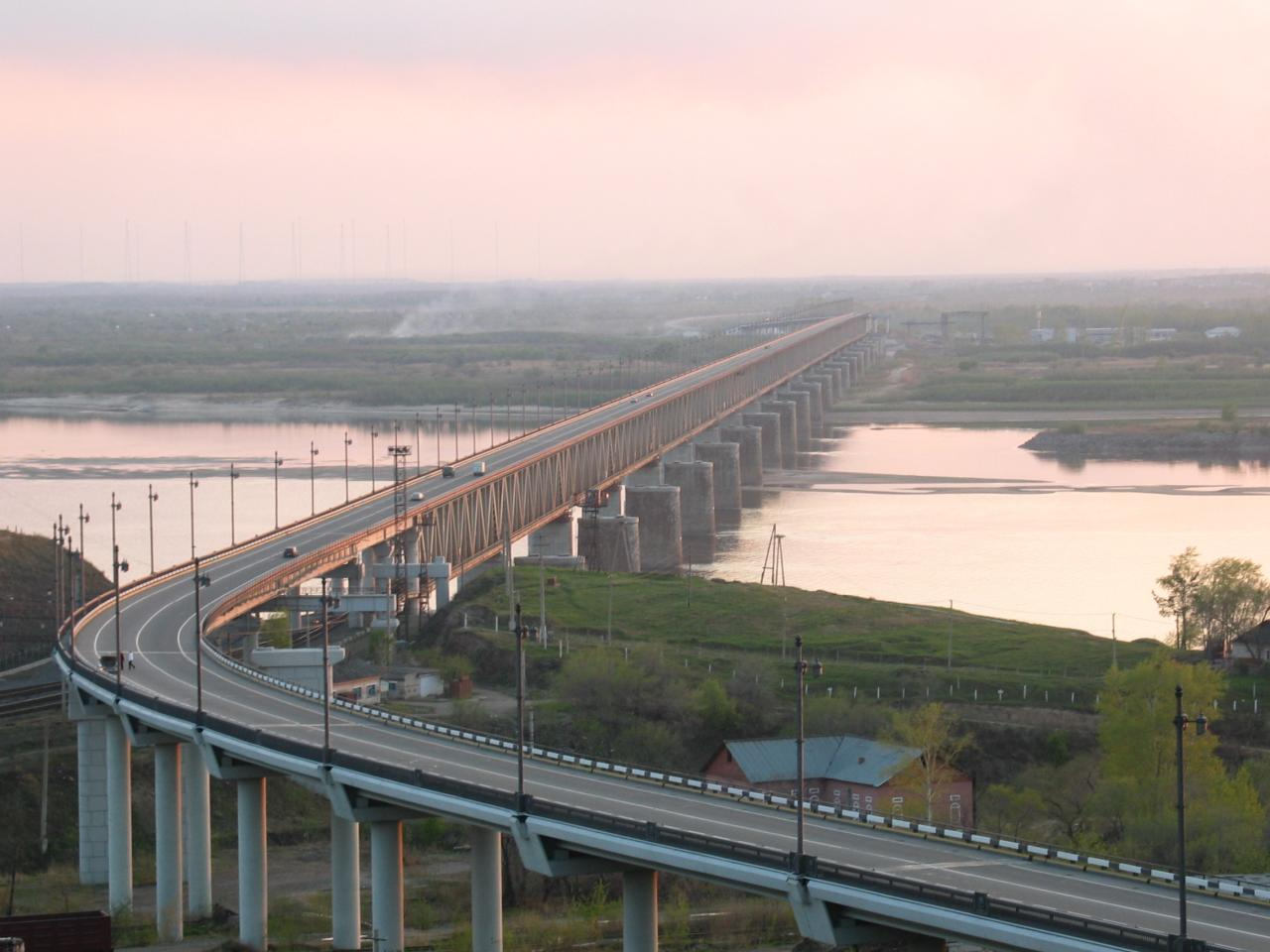
哈巴羅夫斯克1998年重建的阿穆爾河大橋
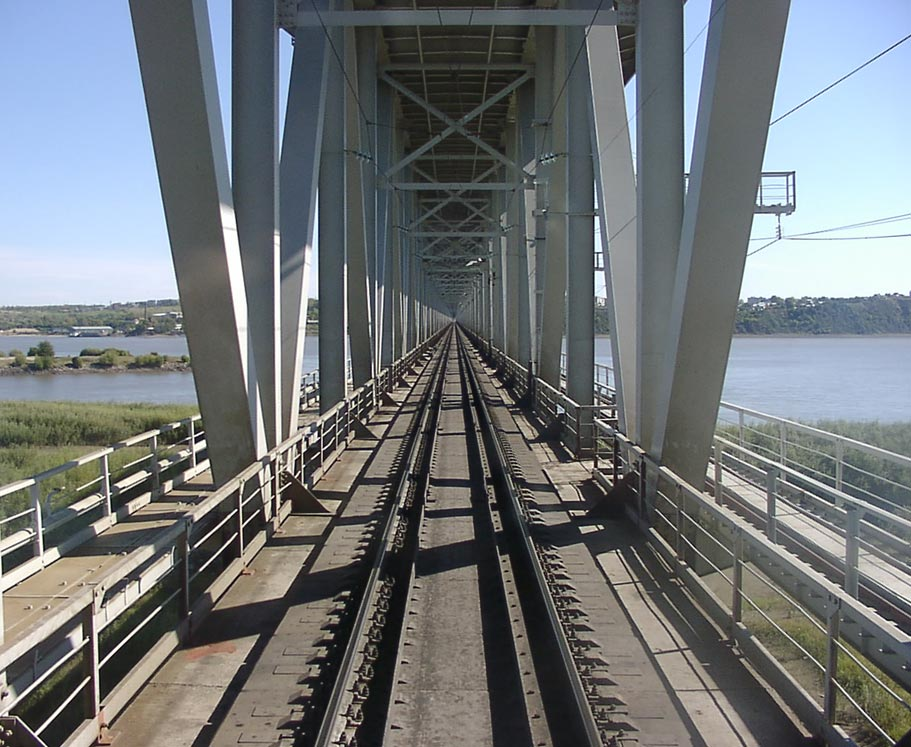
哈巴羅夫斯克1998年重建的阿穆爾河大橋